# Auf der Familienranch
Auf der Familienranch (engl. Titel: Dude, Where's My Ranch?) ist die 18. Folge der 14. Staffel der Serie Die Simpsons.

## Inhalt
Die Simpsons singen zur Weihnachtszeit vor den Haustüren. Als ein Anwalt sie jedoch über die Urheberrechte aufklärte, begann Homer eigene Weihnachtslieder zu komponieren. Genervt über seinen Nachbarn Flanders, der mitmachen wollte, komponiert er ein spöttisches Lied über ihn. Beim gemeinsamen Singen in Moes Taverne wird der Song von David Byrne entdeckt, der ihn dann im Studio produziert. Das Lied wird so ein Erfolg, dass es überall zu hören ist. Homer und seine Familie können das nicht mehr aushalten und machen Urlaub auf einer Ranch. Homer und Bart lernen dort ein paar Indianer kennen, welche die beiden bitten, einen Biberdamm zu zerstören, da dieser ihr Dorf überflutet hat. Homer und Bart können die Biber weglocken und den Damm aufbrechen.
Lisa ist anfangs sehr enttäuscht, was den Umgang mit Tieren angeht. Doch sie lernt den sympathischen Luke Stetson kennen und verliebt sich in ihn. Sie hört aber, wie er mit einem Mädchen namens Clara am Telefon spricht. Lisa denkt, es sei Lukes Freundin und als sie das Mädchen auf dem Weg zu Luke ist, zeigt sie ihr den falschen Weg, damit Clara nicht ankommen kann. Als Lisa mit Luke tanzen will, erklärt er, wie besorgt er über seine Schwester Clara sei, die nicht gekommen ist. Lisa ist entsetzt und holt gemeinsam mit Bart Lukes Schwester aus dem Wald, die vor einer Überflutung gerettet werden muss. Nach einer Aussprache wendet sich Luke von Lisa ab.

## Hintergrund
Als Gaststar ist der Musiker David Byrne zu hören.
Die Folge gewann im Jahr 2003 den Annie Award für die Musik in einer animierten TV-Produktion.
Die Website PopMatters kritisierte, dass die Folge auf der DVD The Simpsons Christmas 2 erschien, obwohl nur anfangs kurze Szenen in die Weihnachtszeit fallen.